# Un paese di Calabria
Un paese di Calabria (Un village de Calabre) est un film documentaire de 2016 réalisé par Catherine Catella et Shu Aiello.

## Contexte du film
À la fin des années 1990, un navire avec 300 réfugiés Kurdes fuyant leur pays s'est échoué près de Riace, en Calabre, dans le sud de l'Italie. Dans ce petit village traditionnel en proie à la désertification, la municipalité et ses habitants ont choisi de faire face à la situation en réinventant leur tradition d'accueil, afin de faire vivre de nouvelles solidarités et de faire revivre leur village.

## Résumé
Le documentaire se concentre sur cette histoire récente de la municipalité calabraise de Riace, conduite par son maire Domenico Lucano, dans ce projet d'accueil de réfugiés et de demandeurs d'asile. Il présente également la résistance aux pressions de la 'Ndrangheta (la mafia calabraise), les enjeux économiques et logistiques de l'accueil des réfugiés dans de nombreux domaines (santé, éducation, formation, etc.) . Une voix off, évoquant des souvenirs d'immigrations de la population italienne en lien avec l'histoire familiale des réalisatrices, produit un effet d'écho et de réflexion historique. Par certains aspects, notamment son regard photographique et contemplatif des paysages calabrais, ce film qualifié par certains de documentaire poético-politique, pourrait également s'apparenter à un docufiction.

## Sortie et accueil du public
Ce film, présentant une expérience positive d'accueil et d'intégration, unique en Europe, prend le contre-pied d'une approche basée sur la menace ou la peur de l'étranger. Dans un contexte de crise mondiale, il relie le continent à ses propres histoires de migrations. 
Le documentaire a reçu un accueil exceptionnel de la part du public. Il a été présenté dans un très grand nombre de festivals, accompagnés de débats et de présentations par nombre d'associations. Multi primé, il est référencé par le Musée national de l'histoire de l'immigration.

## Fiche technique
- Titre original : Un paese di Calabria
- Pays de production : Italie
- Année : 2016
- Durée : 91 min
- Genre : documentaire
- Réalisatrices : Catherine Catella, Shu Aiello
- Production : Tita Productions (France), Marmita Films (France), Les productions JMH (Suisse), Bo Film (Italie)
- Photographie : Maurizio Tiella, François Pages, Steeve Calvo
- Montage : Catherine Catella
- Musique : Francesca Breschi, Giovanna Marini, Matteo Salvatore, Modena City Ramblers

## Prix et reconnaissances
- Prix Senni au Terra di Tutti Film Festival, Bologne (Italie) - Octobre 2016
- Gaze Award au Festival Faito Doc, Monte Faito - Salerne (Italie) - Août 2016
- Prix Spécial du Public au Riace in Festival, Riace (Italie) - Août 2016
- Prix Horizonte au Five Lakes Film Festival, Monaco (Allemagne) - Août 2016
- Prix Buyens-Chagoll à Visions du Réel, Nyon (Suisse) - Avril 2016

## Riace après le film
En 2018, sous le gouvernement du ministre de l’Intérieur et vice-premier ministre italien Matteo Salvini, Domenico Lucano, ancien maire de Riace est arrêté et placé en résidence surveillée au motif notamment d'aide et d'encouragement à l'immigration clandestine. 
Le 30 septembre 2021, il est condamné à 13 ans et 2 mois de prison ferme, décision dont il fait appel.
Catherine Catella et Shu Aiello sont retournées à Riace pour documenter les changements advenus au sein du village dans leur film Il veleno le retour à Riace, Calabre.
Le 11 octobre 2023, la condamnation de Domenico Lucano est réduite en appel à 1 an et 6 mois avec suspension de peine. Seul le délit de faux en écriture publique est retenu. L'ancien maire et ses coaccusés sont acquittés d'une partie des charges, les autres étant prescrites.